# Hofpürglhütte
Die Hofpürglhütte ist eine Schutzhütte der Sektion Linz des ÖAV, in 1705 m ü. A. Höhe südlich unterhalb der Bischofsmütze im Gosaukamm. Damit befindet sich das stattliche Schutzhaus im westlichen Teil des Dachsteingebirges hoch über dem Talort Filzmoos im Bundesland Salzburg mit weitem Ausblick. Es ist sowohl beliebtes Ziel von Wanderern und Tagesgästen, als auch ein bedeutender Stützpunkt für Bergsteiger, die von hier aus größere Touren im Gosaukamm und Dachsteingebirge unternehmen können sowie für Weitwanderer auf dem Nordalpenweg.
Im Winter bietet die Umgebung reizvolle Möglichkeiten für Skitouren, wobei dann im Winterraum bis zu acht Personen übernachten können. Im Übrigen verfügt die Hofpürglhütte über einen Boulderraum, eine Indoor-Kletterwand und Warmwasserduschen. Nicht weit entfernt befindet sich ein Klettergarten.

## Geschichte

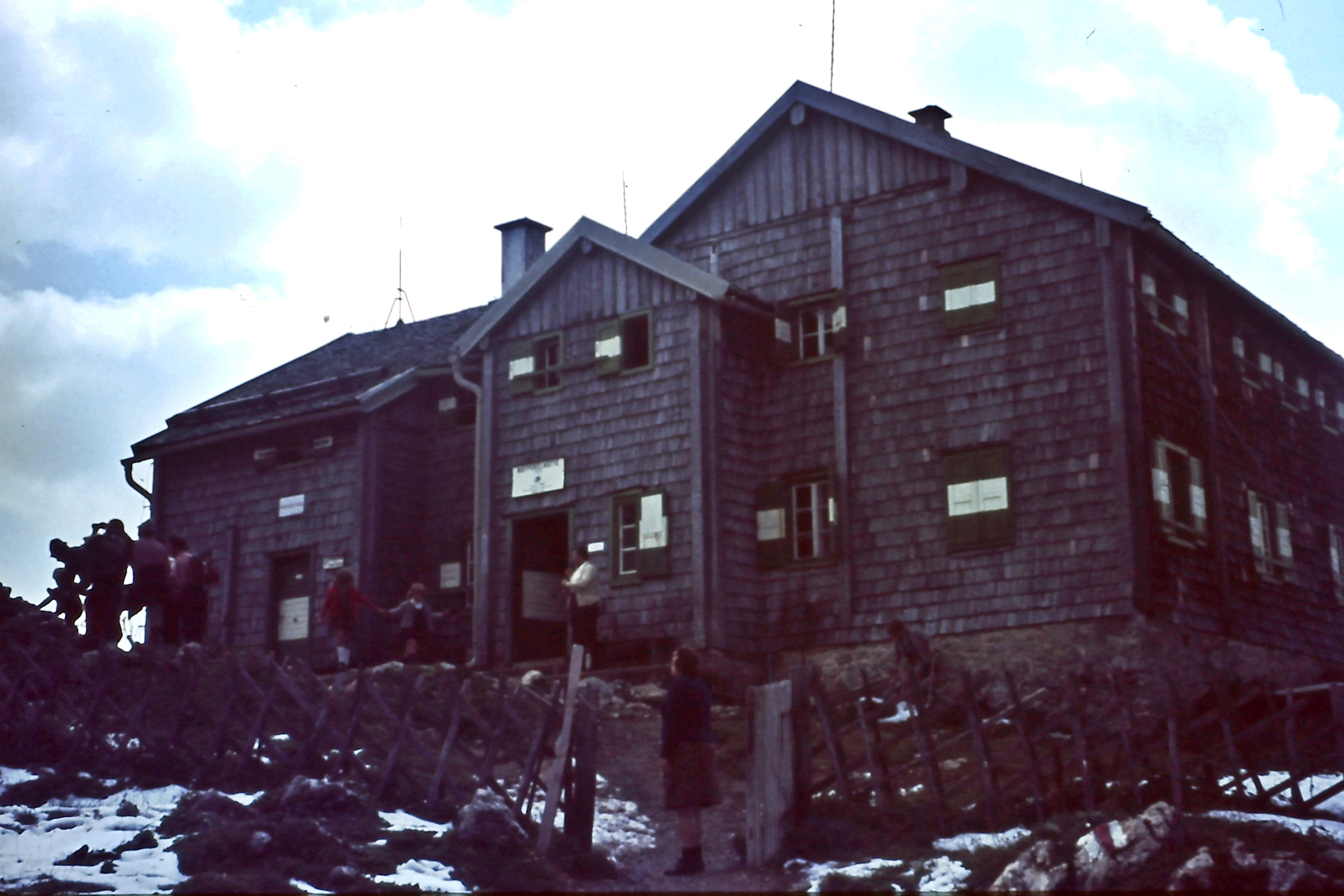
Die Hofpürglhütte im Sommer 1971

1901 wurde auf dem Hofpürgl am Fuß der Bischofsmütze von der Sektion Linz des Deutschen und Österreichischen Alpenvereins (DuOeAV) eine kleine Schutzhütte errichtet und am 10. August 1902 feierlich eingeweiht. Mehrmals wechselten die Pächter, meist waren es Bergführer aus der Region; 1934 erfolgte eine direkte Wasserversorgung mithilfe einer Pumpanlage. Ab 1967 pachteten Alfred und Kathi Steiner aus Filzmoos die Hütte, und obwohl ihr Gatte nach zwei Jahren verstarb, bewirtschaftete Kathi Steiner die Hofpürglhütte 38 Jahre lang. In dieser Zeit wurde eine Materialseilbahn errichtet und 1981 erfolgte ein großer Um- und Ausbau inklusive Stromanschluss und der Bau einer biologischen Kläranlage. Zuletzt wurde die Hütte 2001 aufwendig renoviert und modernisiert.

## Zugänge
- Von der Unterhofalm (1260 m, Mautstraße von Filzmoos) über den Wastl-Lackner-Steig, leicht, Gehzeit: 1 Stunde
- Von der Aualm (1365 m, Mautstraße von Filzmoos) über den Hüttenweg, leicht, Gehzeit: 45 Minuten
- Von Filzmoos (1055 m) über Jagasteig, leicht, Gehzeit: 2½ Stunden
- Von Mauerreith (1180 m, Parkplatz) bei Annaberg-Lungötz über Mahdalm, leicht, Gehzeit: 2 Stunden
- Vom Vorderen Gosausee (930 m) über Ahornkar und Steiglpass, mittel, Gehzeit: 4½ Stunden

## Übergänge
- Theodor-Körner-Hütte auf der Stuhlalm über Austriaweg, Durchgang und Stuhljoch, leicht, Gehzeit: 3 Stunden
- Gablonzer Hütte (1550 m) über Stuhlalm und Austriaweg, leicht, Gehzeit: 4½ Stunden
- Adamekhütte (2196 m) über Linzer Weg, Reißgangscharte und Hochkesseleck, nur für Geübte, Kletterstellen im Schwierigkeitsgrad I nach UIAA, teilweise gesichert, aber brüchig, Gehzeit: 5 Stunden
- Dachsteinsüdwandhütte (1871 m) über Rinderfeld, Eiskarlschneid, Tor und Pernerweg, mittel, Gehzeit: 5 Stunden
- Austriahütte (1638 m) über Dachsteinsüdwandhütte, mittel, Gehzeit: 6 Stunden

## Gipfelbesteigungen

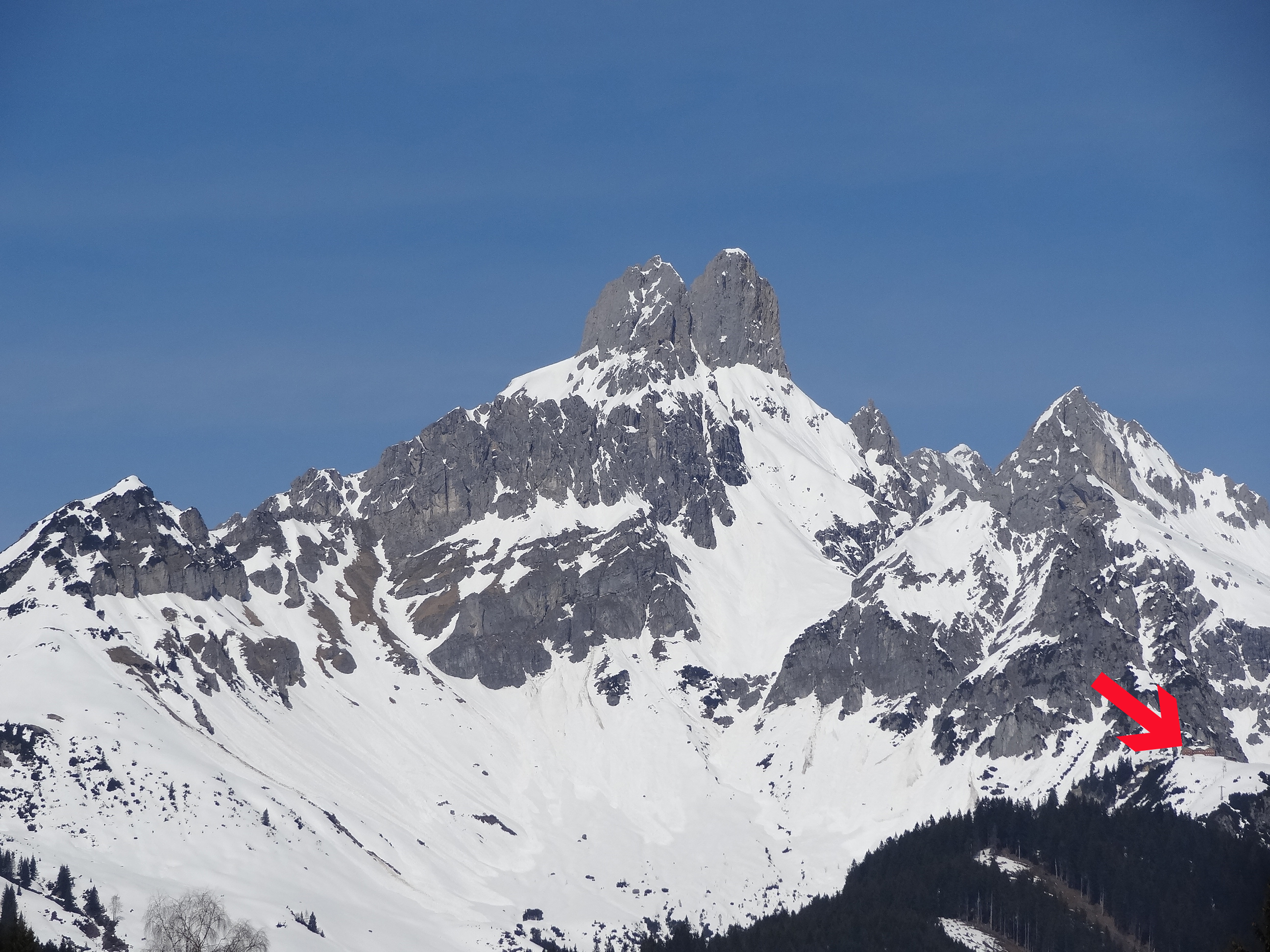
Standort der Hütte

- Kleine (2430 m) und Große Bischofsmütze (2458 m) nur für Kletterer mit Erfahrung und entsprechender Ausrüstung
- Steiglkogel (2205 m) über Steiglpass, mittel, zuletzt nicht markiert, Gehzeit: 1½ Stunden
- Leckkogel oder Kampl (2050 m), mittel, nicht markiert, teilweise weglos, Gehzeit: 1 Stunden